# Río Bohonal
El río Bohonal, también llamado arroyo del Bohonal y río de Horcajo de los Montes, es un río del centro de la península ibérica perteneciente a la cuenca hidrográfica del Guadiana, que discurre por las provincias de Ciudad Real y  Badajoz (España).

## Curso
La cabecera del río Bohonal está formada por varios arroyos que descienden desde las sierras de la Celada, Bohonales y Valdefuertes, en los límites orientales del parque nacional de Cabañeros. Discurre en sentido este-oeste a lo largo de unos 41 km a través de los términos municipales de Horcajo de los Montes y Helechosa de los Montes hasta su desembocadura en el embalse de Cíjara, donde confluye con el río Guadiana. 